# Ian Araneta
Ian Bayona Araneta (Barotac Nuevo, 2 marzo 1982) è un ex calciatore filippino, di ruolo attaccante.
Tra il 2002 e il 2013 ha fatto parte della nazionale filippina.

## Caratteristiche tecniche
Attaccante agile e dotato di buona tecnica individuale, poteva ricoprire ogni ruolo del reparto offensivo.

## Carriera

### Club
Nel 2002, durante uno stage per visionare calciatori giovani ed emergenti a Barotac Nuevo, viene scoperto da alcuni scout della Philippine Air Force e della Philippine Army. Dopo aver ricevuto un invito da parte di entrambe le squadre, Araneta sceglie di unirsi alla Philippine Air Force per poter trovare continuità di gioco.
Sin dal suo ingresso in squadra si rivela un elemento fondamentale, sia prima che dopo la fondazione della United Football League.

### Nazionale
Araneta compie il suo esordio per la nazionale filippina l'11 dicembre 2002 contro il Singapore, poco prima della Tiger Cup 2002.
Diviene poi un punto fermo dell'attacco degli Azkals, rivelandosi spesso d'aiuto grazie alle sue sponde. Segna la sua prima rete con la maglia delle Filippine il 21 ottobre 2008, nella sconfitta per 2-1 contro il Laos.
Il 10 ottobre 2010 segna la sua prima tripletta con la maglia degli Azkals, contribuendo alla vittoria per 5-0 su Macao nella seconda gara della Long Teng Cup 2010. Malgrado il penultimo posto delle Filippine, Araneta termina la competizione come capocannoniere con quattro reti.
Il continuo ingresso di giocatori di origine europea porta successivamente il nuovo commissario tecnico Hans Michael Weiss a cambiare drasticamente la rosa delle Filippine. L'attaccante è quindi relegato al ruolo di riserva e considerato sempre meno dall'allenatore tedesco, sino al suo definitivo allontanamento dalla nazionale nel 2013.